# Den dovne Dreng paa Karneval
Den dovne Dreng paa Karneval er en dansk stumfilm fra 1915 med ukendt instruktør.

## Handling
Denne artikel mangler et handlingsreferat. Hjælp os med at skrive det.